# Neschwitz
Neschwitz (górnołuż. Njeswačidło) – miejscowość i gmina w Niemczech, w kraju związkowym Saksonia, w okręgu administracyjnym Drezno, w powiecie Budziszyn, siedziba wspólnoty administracyjnej Neschwitz.

## Zabytki
- Zamek barokowy z XVII w., zaprojektowany wraz z ogrodem francuskim przez Johanna Friedricha Karchera na zlecenie księcia Fryderyka Ludwika Wirtemberskiego. Ukończony w 1723. Książę zginął w 1734 w bitwie pod Guastallą w wojnie o sukcesję polską. W 1737 zamek został sprzedany Aleksandrowi Józefowi Sułkowskiemu.
- Cmentarz z XIX w.
- Kościół ewangelicki
- Dworzec kolejowy z ok. 1900 r.

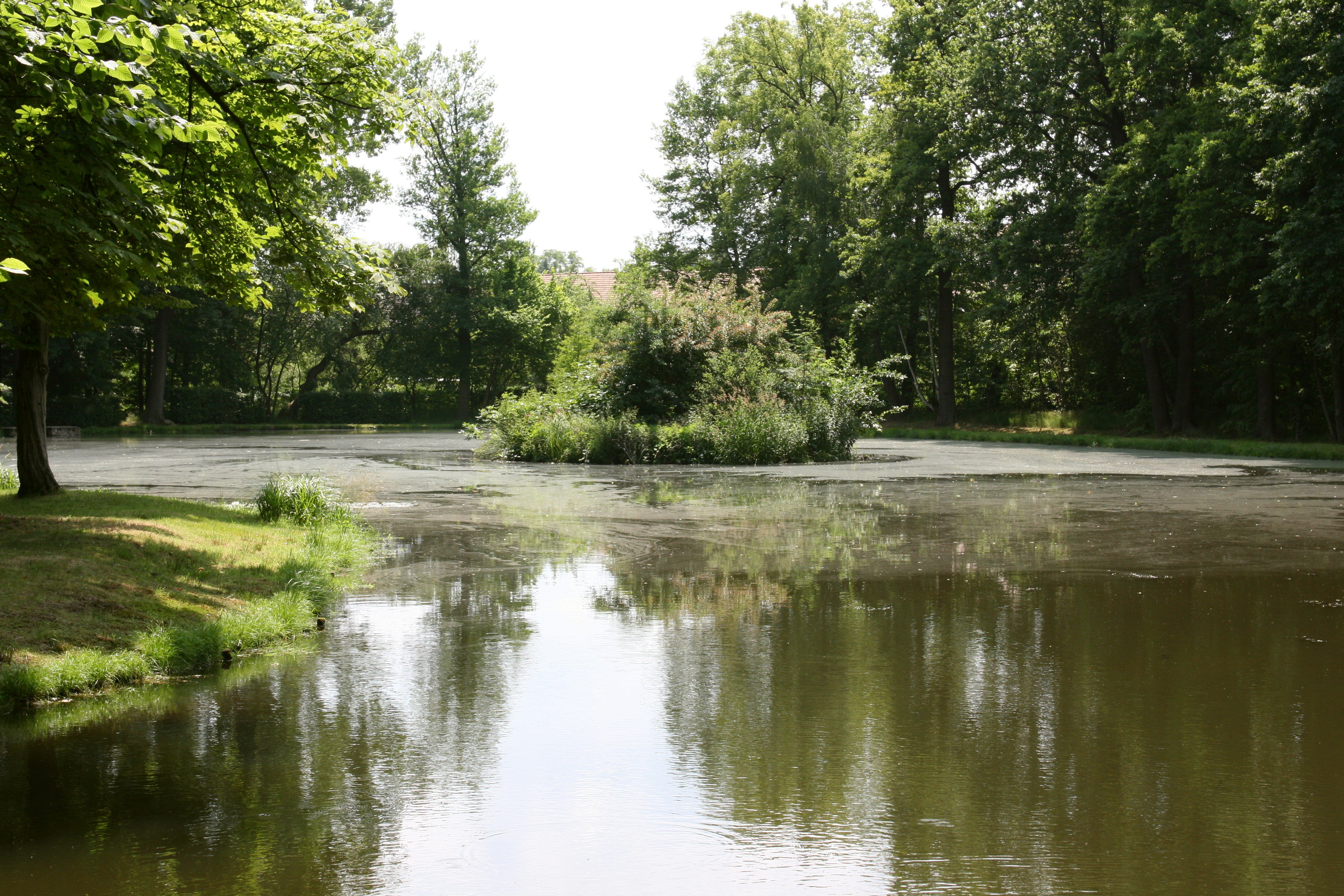
Park przy zamku
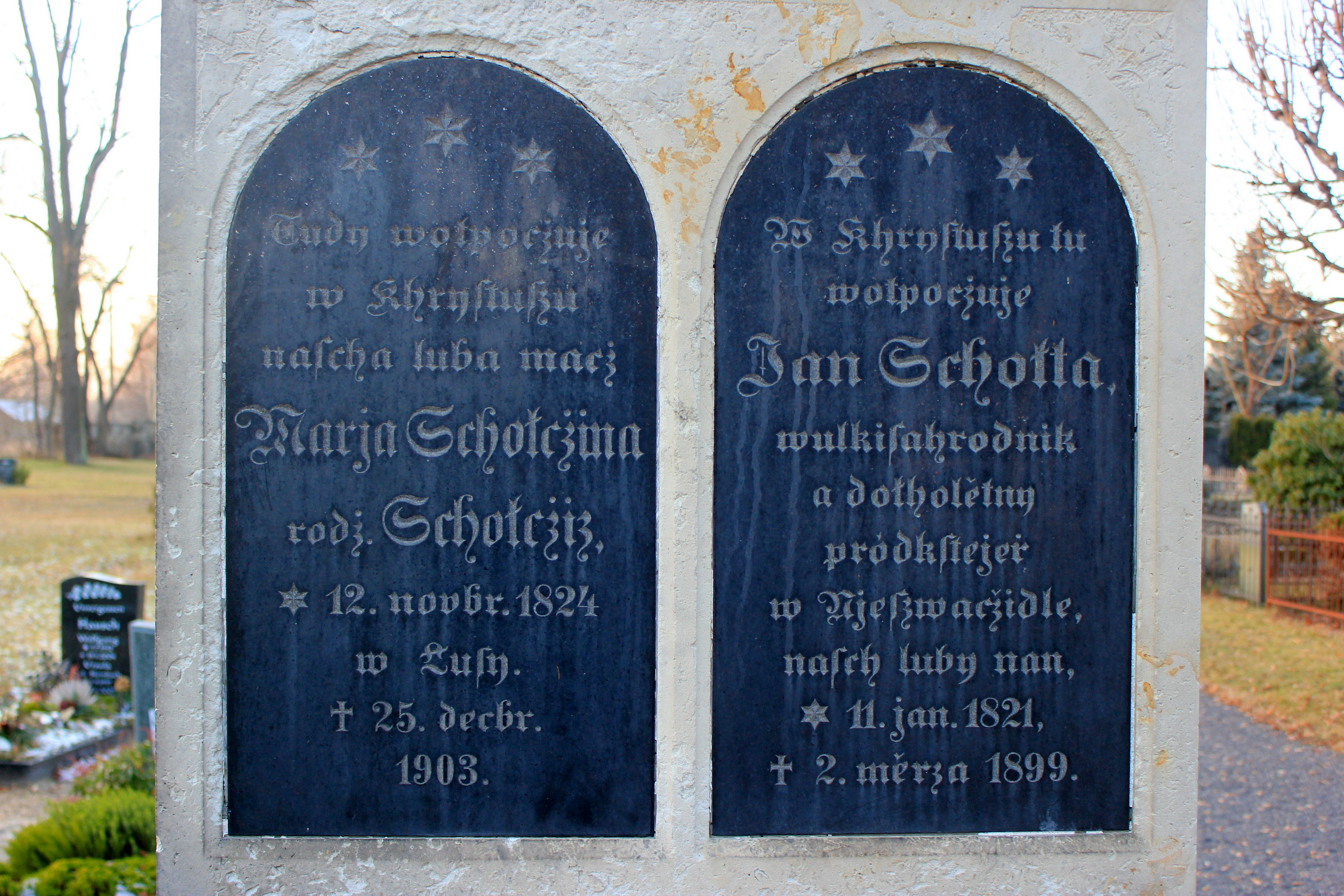
Serbołużyckie nagrobki na cmentarzu
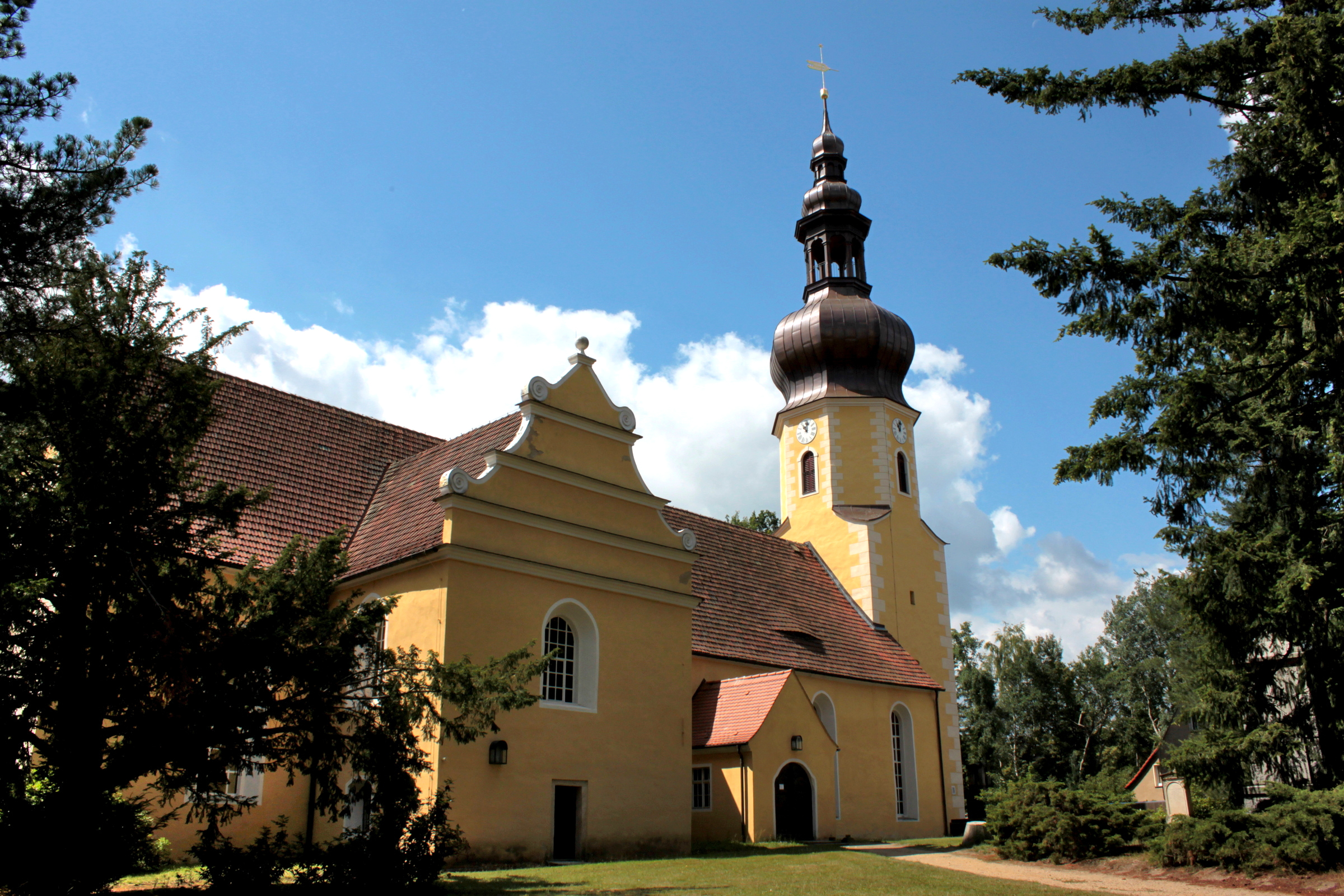
Kościół ewangelicki